# 우리들의 천국
《우리들의 천국》은 1990년부터 1994년까지 방영된 문화방송 주간단막극으로, 대학교 캠퍼스를 배경으로 하여 대학생들의 낭만과 꿈과 사랑을 그렸다.

## 1992년 11월 당시 해프닝
한편, 이 작품은 1992년 가을 개편을 맞아 CF 광고 모델 출신 연기자들을 대거 기용했고 이와 관련된 과정에서 같은 해(1992년) 5월 31일 선발된 MBC 21기 탤런트들이 연기 경험 체제 부족의 CF 모델 기용으로 인해 1992년 11월에, 본인들이 방송 출연을 못하게 됐다며 반발하기도 했다.

## 등장 인물

### 제1기
- 홍학표 : 박진수 역

개띠생으로 서광대학교 공업미술학과 2학년. 관향은 밀양 박씨.
- 박인환 : 박인환 역

진수와 쌍둥이의 아버지.
- 선우용녀 : 선우용녀 역

진수와 쌍둥이의 어머니. 관향은 태원 선우씨.
- 최상진 : 박미수 역

뱀띠생으로 선수와 쌍둥이. 선수의 쌍둥이 형. 중학교 1학년.
- 이민우 : 박선수 역

미수와 쌍둥이. 미수의 쌍둥이 남동생. 뱀띠생으로 중학교 1학년.
- 염정아 : 염정아 역

서광대학교 공업미술학과 2학년. 관향은 파주 염씨.
- 남주희 : 나혜영 역

서광대학교 공업미술학과 2학년. 관향은 나주 나씨.
- 정명환 : 오성대 역

서광대학교 공업미술학과 2학년. 관향은 동복 오씨.
- 박철 : 장원영 역

서광대학교 공업미술학과 2학년. 관향은 결성 장씨.
- 임현식 : 임현식 역

카페 "스승 나들이"의 주인. 관향은 평택 임씨.
- 권은아 : 권은아 역

나혜영의 이모. 관향은 안동 권씨.
- 김명수 : 홍정철 역

닭띠생으로 서광대학교 연극영화학과 3학년. 연극반 선배. 관향은 풍산 홍씨.
- 신윤정 : 서미라 역

개띠생으로 서광대학교 연극영화학과 2학년. 관향은 대구 서씨.
- 임경옥 : 서준희 역

서미라의 여동생. 돼지띠생(빠른 쥐띠생)으로 선우미술대학교 미술학과 1학년.
- 음정희 : 음정희 역

소띠생으로 서광대학교 연극영화학과 1학년. 관향은 괴산 음씨.
- 이창훈 : 이창훈 역

원숭이띠생으로 서광대학교 사회체육학과 4학년. 관향은 원주 이씨.
- 배종옥 : 미희 역

원숭이띠생으로 서광대학교 산업미술학과 4학년. 관향은 경주 배씨
- 감우성 : 감우성 역

소띠생으로 서광대학교 공업미술학과 1학년. 1학년 1학기 수료 및 휴학 후 공군 사병 입대. 관향은 회산 감씨.
- 문성근 : 최영규 교수 역

1991년 3월에 서울한국전문대학 공업미술학과 교수로 신규 부임하며 2년여만에 서광대학교 공업미술학과 교수에서는 전격 하차. 관향은 해주 최씨.
- 김기현 : 김진철 교수 역

1992년 8월에 문화대학교 공업미술학과 교수로 신규 부임하며 8년여만에 서광대학교 공업미술학과 교수에서는 전격 하차. 관향은 수안 김씨.
- 박상조 : 박안승 교수 역

1992년 8월에 서광대학교 공업미술학과 교수로 신규 부임. 관향은 경주 박씨.
- 최진실 : 고승미 역

돼지띠생으로 문화대학교 사회체육학과 2년 중퇴생. 선우용녀의 이질녀. 관향은 제주 고씨.
- 한석규 : 인현철 역

돼지띠생으로 서광대학교 사회체육학과 2학년. 관향은 교동 인씨.
- 이삼규 : 송대규 역

돼지띠생으로 문화대학교 사회체육학과 2학년. 관향은 여산 송씨.
- 유호정 : 유재은 역

돼지띠생으로 선우미술대학교 산업미술학과 2학년. 관향은 선산 유씨.
- 천호진 : 도순철 역

육군 사병 복무 출신이며 서광대학교 산업미술학과 3학년. 관향은 성주 도씨.
- 정성모 : 하명욱 역

공군 사병 복무 출신이며 서광대학교 산업미술학과 4학년. 관향은 진주 하씨.
- 이진우 : 이태수 역

서광대학교 산업미술학과 3학년인데 3학년 2학기를 모두 마친 후 4학년을 앞두고 휴학하여 해병대 사병 입대. 관향은 가평 이씨.
- 이영범 : 신언태 역

개띠생으로 박진수와 국민학교 동기 동창. 서광대학교 산업미술학과 2학년. 관향은 아주 신씨.
- 장용 : 신성규 역

신석태와 신언태의 아버지.
- 박정자 : 홍은숙 역

신석태와 신언태의 어머니. 관향은 홍주 홍씨.
- 이희도 : 신석태 역

신언태의 형.
- 양희경 : 안선진 역

신석태의 처. 관향은 탐진 안씨.
- 정준 : 신강산 역

신석태 부부의 아들. 원숭이띠생으로 국민학교 6학년.
- 윤철형 : 안재호 역

신석태의 손아랫처남. 신언태와 사돈간이며 뱀띠생으로 지난날 공군 사병 복무 후 만 26세이며 서광대학교 공업미술학과 4학년.
- 이정훈 : 안길호 역

신석태의 막내 손아랫처남. 전형적 공대 플레이보이. 원숭이띠생으로 1987년 서광대학교 기계공학과 입학하여 1988년 2월 첫 휴학 및 1989년 2월 복학하고 1990년 12월, 서광대학교 기계공학과 3학년 2학기 수료 이후 두번째 휴학하여 4학년 1학기를 앞두고 1991년 1월, 공군 사병 입대.
- 이응경 : 안정옥 역

신석태의 큰 처제. 선우미술대학교 서양화과 학사 학위 취득 후 1990년 12월, 프랑스 유학.
- 채시라 : 안순옥 역

신석태의 막내 처제. 신도여자전문대학 패션디자인학과 전문학사 학위 취득 후 1990년 12월, 둘째 언니(정옥)과 함께 프랑스 유학.
- 채유미 : 소혜영 역

서광대학교 미술교육학과 2학년. 관향은 진주 소씨.
- 윤예희 : 구희주 역

서광대학교 미술교육학과 2학년. 관향은 능성 구씨.
- 김지영 : 창원댁(추선옥) 역

추어탕 국밥집(교수들 단골 식당) 주인. 관향은 추계 추씨. 1937년 12월 8일 일제 강점기 조선국 시대 경상남도 창원 출생.
- 김혜옥 : 김지순 역

추어탕 국밥집(교수들 단골 식당) 수석종업원.
- 이보희 : 이영주 역

추어탕 국밥집(교수들 단골 식당) 차석종업원.
- 안정훈 : 차홍두 역

창원댁(추선옥)의 2남 1녀 중 막내아들. 개띠생으로 문화대학교 미술학과 2학년 휴학생. 군 입대 영장이 나오면서 육군 사병 입대 예정. 관향은 연안 차씨.
- 변우민 : 홍준형 역

문화대학교 일반디자인학과 2학년. 차홍두의 중학교 동창. 관향은 회인 홍씨.
- 박광남 : 추봉행 역

창원댁(추선옥)의 친정 동복 남동생. 1943년 11월 28일 일제 강점기 조선국 시대 말기 경상남도 창원 출생. 결혼 후 경기도 의정부 거주.
- 김정 : 동두천댁(남궁순이) 역

추봉행의 처. 관향은 함열 남궁씨. 결혼 후 경기도 의정부 거주.
- 김찬우 : 추덕행 역

추봉행의 슬하 2남 1녀 중 차남이자 막내. 창원댁의 동복 친정 조카. 닭띠생으로 문화대학교 자동차공학과 3학년. 경기도 의정부 거주.
- 송기윤 : 남궁철진 역

동두천댁의 친정 첫째 남동생. 추봉행의 첫째 손아랫처남. 결혼 후 경기도 동두천 거주.
- 이은철 : 남궁종진 역

동두천댁의 친정 둘째 남동생. 추봉행의 둘째 손아랫처남. 결혼 후 경기도 의정부 거주.
- 김강산 : 남궁강산 역

동두천댁의 친정 셋째 남동생. 추봉행의 셋째 손아랫처남. 결혼 후 경기도 구리 거주.
- 맹상훈 : 남궁길수 역

동두천댁의 친정 막내 남동생. 추봉행의 막내 손아랫처남. 결혼 후 경기도 미금 거주.
- 최종원 : 남궁항득 역

동두천댁의 친정 이복 숙부. 추봉행의 배다른 처숙부. 결혼 후 경기도 남양주 거주.
- 김진화 : 남궁진호 역

추봉행의 사촌 손아랫처남. 남궁항득의 아들. 동두천댁의 친정 사촌 남동생. 원숭이띠생으로 문화대학교 산업공학과 4학년.
- 백일섭 : 추봉재 역

창원댁(추선옥)의 친정 이복 남동생. 1948년 3월 29일 미군정 조선국 시대 말기 경상남도 창원 출생. 결혼 후 경기도 용인 거주.
- 윤여정 : 인천댁(박희옥) 역

추봉재의 처. 결혼 후 경기도 용인 거주.
- 문회원 : 박권철 역

추봉재의 손윗처남. 인천댁의 친정 오빠. 결혼 후 인천 중구 거주.
- 박영지 : 박영철 역

추봉재의 첫째 손아랫처남. 인천댁의 친정 첫째 남동생. 결혼 후 서울 중구 거주.
- 송용태 : 박태철 역

추봉재의 둘째 손아랫처남. 인천댁의 친정 둘째 남동생. 결혼 후 경기도 평택 거주.
- 권재희 : 송순옥 역

박태철의 처. 추봉재의 둘째 손아랫처남댁. 인천댁의 친정 둘째 손아랫올케. 결혼 후 경기도 평택 거주.
- 김웅철 : 박웅철 역

추봉재의 막내 손아랫처남. 인천댁의 친정 막내 남동생. 결혼 후 경기도 수원 거주.
- 전혜진 : 추선애 역

추봉재의 맏딸. 창원댁의 배다른 친정 조카딸. 경기도 용인 출생. 개띠생으로 사립 인문계 여자고등학교 졸업한 선우미술대학교 산업미술학과 4학년.
- 우봉식 : 추동찬 역

추봉재의 장남. 창원댁의 배다른 친정 조카. 경기도 용인 출생. 돼지띠생으로 사립 인문계 고등학교 졸업한 선우미술대학교 조소과 1학년 휴학생. 군 입대 영장이 나오면서 해군 수병 입대 예정.
- 김민종 : 추동진 역

추봉재의 차남. 창원댁의 배다른 친정 조카. 경기도 용인 출생. 쥐띠생으로 사립 인문계 고등학교 졸업 후 재수를 통하여 입학한 문화대학교 서양화과 1학년.
- 김동수 : 추동민 역

추봉재의 삼남. 창원댁의 배다른 친정 조카. 경기도 용인 출생. 호랑이띠생으로 서울 소재 모 (예술)고등학교 공예학과 3학년생.
- 이연수 : 추수연 역

추봉재의 막내딸. 창원댁의 배다른 친정 조카딸. 경기도 용인 출생. 용띠생으로 서울 소재 모 (예술)고등학교 서양화과 1학년.
- 남성훈 : 추봉득 역

창원댁(추선옥)의 친정 막내 이복 남동생. 1949년 9월 22일 경상남도 창원 출생. 결혼 후 경기도 김포 거주.
- 엄유신 : 제주댁(양천예) 역

추봉득의 처. 관향은 제주 양씨. 결혼 후 경기도 김포 거주.
- 이승호 : 양승호 역

추봉득의 손윗처남. 제주댁의 친정 오빠. 결혼 후 제주도 제주 거주.
- 이성용 : 양용호 역

추봉득의 손아랫처남. 제주댁의 친정 남동생. 결혼 후 제주도 서귀포 거주.
- 임창정 : 추만택 역

추봉득의 장남. 창원댁의 배다른 친정 조카. 경기도 김포 출생. 소띠생으로 대입 재수생.
- 김세영 : 추만호 역

추봉득의 차남. 창원댁의 배다른 친정 조카. 경기도 김포 출생. 토끼띠생으로 인문계 고등학교 2학년생.

### 제2기·제3기
- 김찬우 : 김찬우 역
  - 오태경 : 국민학교 1~2학년 시절 어린 김찬우 역
  - 정준 : 국민학교 6학년~중학교 1학년 시절 어린 김찬우 역

소띠생으로 서울 효자동(종로) 출생이며 사립 중학교 시절 서울 홍제동(서대문)으로 이사. 1993년 스물 한 살 때 재수를 통하여 서광대학교 신문방송학과 입학. 관향은 평양 김씨.
- 장동건 : 장동건 역
  - 주가람 : 국민학교 1~2학년 시절 어린 장동건 역
  - 김기웅 : 국민학교 6학년~중학교 1학년 시절 어린 장동건 역

소띠생으로 서울 홍제동(서대문) 출생이며 1993년 스물 한 살 때 재수를 통하여 서광대학교 신문방송학과 입학. 관향은 덕수 장씨.
- 김세윤 : 김세윤 역
  - 박상원 : 33세 청년 시절의 김세윤 역

찬우의 아버지. 1992년 현재 53세.
- 김정연 : 김정연 역

찬우의 어머니.
- 이의정 : 김찬주 역
  - 노영숙 : 국민학교 1~2학년 시절 어린 김찬주 역

찬우의 여동생. 말띠생으로 1992년 현재 사립 여자중학교 2학년.
- 이주나 : 김찬미 역
  - 김민정 : 국민학교 1~2학년 시절 어린 김찬미 역
  - 박선희 : 국민학교 6학년 시절~중학교 1학년 시절 어린 김찬미 역

찬우의 6촌 여동생. 1992년 스무 살 때 서광대학교 신문방송학과 입학.
- 김기현 : 김기현(찬미의 아버지) 역
  - 김상중 : 28세 청년 시절의 김기현 역

찬우 아버지 김세윤의 친가 사촌 남동생. 1992년 현재 48세.
- 김정하 : 박방숙(찬미의 어머니) 역

찬미 아버지 김기현의 부인. 관향은 밀양 박씨.
- 이영호 : 김동민 역
  - 유경호 : 다섯 살 시절의 어린 김동민 역

찬미의 남동생. 찬우의 6촌 남동생. 개띠생으로 국민학교 5학년.
- 고설봉 : 김용환 역

회상 속에서 찬우의 할아버님. 김세윤의 아버지. 김용철의 이복 형. 김영옥의 이복 오빠. 노환으로 하세. 찬우가 중학교 1학년 때(1986년 6월 15일) 향년 74세(만 73세)로 하세.
- 한은진 : 한정옥 역

회상 속에서 찬우의 할머님. 김세윤의 어머니. 숙환(지병)으로 하세. 김찬우가 중학교 2학년 때(1987년 3월 21일) 향년 70세(만 69세)로 하세. 관향은 청주 한씨.
- 강계식 : 김용철 역

회상 속에서 찬미의 할아버님. 김기현의 아버지. 김영옥의 이복 서얼 오빠. 김용환의 이복 서얼 남동생. 숙환(지병)으로 하세. 찬미가 국민학교 6학년 때(1985년 8월 26일) 향년 69세(만 68세)로 하세.
- 전숙 : 전계순 역

회상 속에서 찬미의 할머님. 김기현의 어머니. 숙환(지병)으로 하세. 찬미가 국민학교 1학년 때(1980년 9월 22일) 55세(만 54세)로 하세. 관향은 담양 전씨.
- 김영옥 : 김영옥(찬우의 고모할머니) 역

찬우 아버지 김세윤과 찬미 아버지 김기현의 고모.
- 전운 : 전이준 역

찬우 아버지 김세윤과 찬미 아버지 김기현의 고모부. 관향은 담양 전씨.
- 정욱 : 장명욱(동건의 아버지) 역

대학 시절 찬우네 고모할머니 김영옥 여사와 김 여사 부군 전이준 선생이 운영하던 하숙집에서 자취 생활을 한 전력이 있음.
- 박정수 : 박정수 역

동건의 새어머니.
- 이춘교 : 장익춘 역

동건의 배다른 남동생.
- 김해숙 : 김해숙 역

동건의 친어머니. 동건의 아버지와 이혼. 관향은 해주 김씨.
- 조현숙 : 홍서래 역

찬우의 국민학교 동창. 서울 효자동 출생이며 국민학교 4학년 시절에 의사(내과의)였던 아버지를 따라 제주도 제주 지방으로 잠시 이주하여 제주에서 국민학교·여자중학교·여자고등학교를 모두 나왔으며 여고 졸업과 함께 서울로 재입성하여 1992년 스무 살 때 서광대학교 신문방송학과 입학. 관향은 풍산 홍씨.
- 이영후 : 홍순욱 역

서래의 아버지. 내과 의사.
- 최은숙 : 류선옥 역

서래의 어머니. 관향은 풍산 류씨.
- 양희경 : 홍순주 역

서래의 큰 고모.
- 나성균 : 공일두 역

서래의 큰 고모부. 전직 초등교원 출신. 1988년 8월, 서울 송파구 송원국민학교 최연소 교장 직책으로 정년 퇴임. 관향은 곡부 공씨.
- 김윤경 : 공명안 역

서래의 고종사촌 여동생. 용띠생으로 서울 용산구 소재 모 사립 국민학교를 거쳐 서울 동대문구 소재 모 사립 여자중학교를 나왔으며 서울 마포구 소재 모 사립 인문계 여자고등학교 2학년.
- 박순천 : 홍익주 역

서래의 막내 고모.
- 장보규 : 라혁순 역

서래의 막내 고모부. 법무사. 관향은 금성 라씨.
- 김민희 : 라진선 역

서래의 고종사촌 여동생. 말띠생으로 서울 성북구 소재 모 사립 여자중학교 3학년.
- 최주봉 : 류봉철(서래의 외숙부) 역

변호사.
- 오미연 : 오채은(서래의 외숙모) 역

류봉철의 아내. 관향은 동복 오씨.
- 김나운 : 류나리 역

서래의 외사촌 여동생. 토끼띠생으로 경기도 과천 소재 모 사립 인문계 여자고등학교 3학년.
- 전도연 : 이진우 역

스물 한 살 때 재수를 통하여 서광대학교 신문방송학과 입학. 관향은 가평 이씨.
- 이승연 : 이승연 역
  - 이잎새 : 국민학교 6학년 시절~중학교 1학년 시절 어린 이승연 역

스물 한 살 때 재수를 통하여 서광대학교 행정학과 입학. 관향은 수안 이씨.
- 김현숙 : 이국하(승연의 여동생) 역
  - 최형선 : 국민학교 5학년 시절~6학년 시절 어린 이국하 역

여고 졸업하자마자 치동전문대학 관광영어학과 입학. 언니 승연과는 입학한 대학이 다르지만 같은 연도 학번.
- 심양홍 : 이창희 역

승연의 아버지. 1947년 3월 14일생.
- 서권순 : 서신옥 역

승연의 어머니. 1951년 10월 14일생. 관향은 대구 서씨.
- 최명수 : 이보두 역

회상 속에서 이승연과 이국하의 할아버님. 이창희의 선친. 숙환(지병)으로 하세. 1976년 2월 29일, 당시 54세(만 53세)의 7년 연상녀 부인(승연이네 할머님)을 병으로 사별하였으며 9년 후 이승연이 국민학교 6학년 때(1985년 4월 8일) 향년 56세(만 55세)로 하세.
- 최진영 : 우경기 역
  - 육동일 : 1983년 국민학교 4학년 시절 어린 우경기 역

경기도 인천 출생. 경기도 광명 거주. 스물 한 살(만20세) 때 재수를 통하여 서광대학교 신문방송학과 입학한 그는 대학 2학년 1학기 수료하고 나서 대학 2학년 2학기를 앞두고 휴학 후 군 입대(경기도 의정부 육군 사병 복무). 관향은 단양 우씨.
- 박웅 : 우동균(경기의 아버지) 역

경기도 인천 출생. 경기도 광명 거주.
- 박성미 : 박성미(경기의 어머니) 역

경기도 포천 출생. 경기도 광명 거주.
- 우봉식 : 우창기 역
  - 원유재 : 1983년 국민학교 3학년 시절 어린 우창기 역

경기의 남동생. 경기도 인천 출생. 빠른 토끼띠생인 그는 형(우경기)이 재수를 통하여 대학 입학을 하던 해에 형과는 전혀 분야가 달리 19세(만18세)로 기계공고(기계공업고등학교)를 나온 후 형 우경기보다 두 달 먼저 군 입대(공군 관제병 복무).
- 김웅철 : 우동상(경기의 삼촌) 역

추봉재의 손아랫처남. 우동균의 남동생.
- 이금복 : 이금복(경기의 숙모) 역

경기도 양평 출생. 경기도 광명 거주.
- 정명현 : 우덕기 역

우동상의 장남. 경기의 사촌 남동생. 인천 출생. 양띠생으로 1992년 12월, 중학교 2학년 직전 시절 남동생(복기)과 함께 대만(타이베이) 유학.
- 장덕수 : 우복기 역

우동상의 차남. 경기의 사촌 남동생. 인천 출생. 개띠생으로 1992년 12월, 국민학교 5학년 직전 시절 셋째형(덕기)과 함께 대만(타이베이) 유학.
- 박선영 : 박예주 역

서광대학교 사회체육학과 1학년.
- 김은정 : 김준희 역

박예주 양의 여자중학교 동창. 문화대학교 무대미술학과 1학년.
- 윤미향 : 최원유 역

서광대학교 계량경제학과 3학년.
- 고용화 : 고용화 역

서광대학교 계량경제학과 1학년.
- 최범호 : 최범호 역

서광대학교 신문방송학과 4학년.
- 김정구 : 김상필 역

서광대학교 신문방송학과 3학년.
- 김현남 : 김지환 역

서광대학교 신문방송학과 만학도 2학년. 29세.
- 양정아 : 오세은 역

서광대학교 일반미술학과 1학년. 스물 한 살 때 재수를 통하여 서광대학교 일반미술학과 입학.
- 정선일 : 국재하 역

서광대학교 일반미술학과 4학년. 지난날 육군 사병 복무 후 서광대학교 일반미술학과 2학년을 복학하여 2년 후 8월에 4학년 2학기를 모두 마치며 후기 학사 학위 취득. 관향은 담양 국씨.
- 김동수 : 국동호 역

서광대학교 일반미술학과 2학년. 국재하의 육촌 동생. 국홍익의 사촌 동생. 2학년 1학기 수료 및 휴학 후 2학년 2학기를 앞두고 군(육군 사병) 입대.
- 윤예희 : 주난희 역

서광대학교 공업미술학과 3학년. 관향은 상주 주씨.
- 강리나 : 주세은 역

서광대학교 대학원 산업미술학과 미술학 석사과정 재학생. 서광대 공업미술학과 3학년 주난희의 둘째 언니.
- 원미연 : 주영주 역

주세은과 주난희의 언니.
- 강인봉 : 국홍익 역

주영주의 부군. 군 복무 후 치동전문대학 관광영어학과 2학년. 서광대 대학원생 주세은의 형부. 서광대학교 일반미술학과 4학년 국재하의 육촌 동생. 서광대학교 일반미술학과 2학년생 차동호의 사촌 형.
- 김성원 : 국신언 역

국재하의 아버지. 국병표와 국성주의 사촌 형.
- 민지환 : 국병표 역

국홍익의 아버지. 주영주의 시부.
- 한규희 : 국성주 역

국동호의 아버지. 국병표의 아우.
- 이진우 : 이선준 역

서광대학교 일반미술학과 4학년. 전형적 미대 플레이보이. 4학년 1힉기 수료 및 휴학 후 4학년 2학기를 앞두고 군(육군 사병) 입대. 관향은 청주 이씨.
- 정재곤 : 정승렬 역

서광대학교 일반미술학과 3학년. 3학년 1학기 수료 및 휴학 후 3학년 2학기를 앞두고 군(육군 사병) 입대.
- 양동재 : 서재홍 역

서광대학교 공업미술학과 1학년. 1학년 2학기 수료 및 휴학 후 2학년을 앞두고 군(육군 사병) 입대.
- 임경옥 : 임경옥 역

서광대학교 산업미술학과 2학년. 관향은 평택 임씨.
- 김성겸 : 봉준진 역

서울 세검정 마을 책방 대표 사업주. 동건 아버지 장명욱의 고등학교 선배. 봉성원 양의 아버지. 봉흠래 군의 이복 형. 관향은 하음 봉씨.
- 최재호 : 봉태철 역

서울 세검정 마을 책방 부대표 사업주. 32세. 봉준진 대표의 맏아들.
- 신혜수 : 선주환 역

봉태철 군의 부인. 28세. 관향은 보성 선씨.
- 김의성 : 봉흠래 역

서광대학교 대학원 일반미술학과 석사과정 재학생. 30세. 봉준진 대표의 이복 남동생. 봉성원 양의 삼촌.
- 김원희 : 봉성원 역

문화대학교 공업미술학과 1학년. 20세. 봉준진 대표의 막내딸. 봉흠래 군의 친질녀.
- 이규복 : 박형립 역

서광대학교 대학원 일반미술학과 석사과정 재학생. 29세. 봉흠래 군의 대학원 입학 동기. 관향은 충주 박씨.
- 윤동환 : 도원재 역

서광대학교 일반미술학과 복학생 2학년. 25세. 관향은 성주 도씨.
- 최종환 : 장일상 역

서광대학교 일반미술학과 만학도 1학년. 29세. 관향은 결성 장씨.
- 손민우 : 손원구 역

서광대학교 일반미술학과 만학도 1학년. 28세. 관향은 일직 손씨.
- 임대호 : 임인국 역

서광대학교 일반미술학과 만학도 1학년. 28세. 관향은 나주 임씨.
- 차인표 : 차요한 역

서광대학교 일반미술학과 만학도 1학년. 27세. 관향은 연안 차씨.
- 최재영 : 최세복 역

서광대학교 일반미술학과 만학도 1학년. 25세. 관향은 해주 최씨.
- 김정수 : 김상준 역

서광대학교 일반미술학과 만학도 1학년. 24세. 관향은 청주 김씨.
- 박형준 : 박태민 역

서광대학교 일반미술학과 만학도 1학년. 24세. 관향은 평주 박씨.
- 정경희 : 정찬하 역

서광대학교 일반미술학과 만학도 1학년. 23세. 관향은 동래 정씨.
- 이세창 : 신재봉 역

서광대학교 일반미술학과 만학도 1학년. 22세. 관향은 아주 신씨.
- 김소이 : 양홍순 역

서광대학교 공업디자인학과 1학년. 관향은 제주 양씨.
- 김창완 : 김교선 역

양홍순의 외숙부. 관향은 상산 김씨.
- 장연식 : 장길숙 역

양홍순의 외숙모. 관향은 안동 장씨.
- 안승미 : 안승란 역

서광대학교 공업디자인학과 만학도 1학년. 25세. 관향은 탐진 안씨.
- 차상미 : 차선우 역

서광대학교 공업디자인학과 만학도 1학년. 23세.
- 곽진영 : 김연지 역

서광대학교 산업디자인학과 1학년.
- 전미선 : 유수민 역

서광대학교 산업디자인학과 1학년.
- 전금한 : 전금룡 역

서광대학교 산업디자인학과 만학도 1학년. 28세.
- 하수빈 : 홍다희 역

서광대학교 철학과 1학년. 관향은 남양 홍씨.
- 신귀식 : 홍봉규 역

홍다희의 아버지.
- 황치훈 : 홍종익(홍다희의 오빠) 역

선우미술대학교 미술사학과 2학년인 그는 대학 휴학 후 그는 3학년 1학기를 앞두고 군 입대(육군 사병 복무).
- 강현종 : 홍종구 역

홍다희의 남동생. 원숭이띠생으로 중학교 1학년.
- 정태우 : 홍종하 역

홍다희의 남동생. 개띠생으로 국민학교 5학년.
- 윤동원 : 홍종욱 역

홍다희의 막내 남동생. 쥐띠생으로 국민학교 3학년.
- 강지훈 : 강일원 역

스물두살 쥐띠생으로 서광대학교 법학과 3학년인 그는 3학년 2학기를 모두 마치고 대학 4학년을 앞두고 휴학 후 군 입대(해병대 사병 복무). 관향은 금천 강씨.
- 김세영 : 강우재 역

강일원의 남동생. 스무살 호랑이띠생으로 서광대학교 경제학과 1학년인 그는 1학년 2학기를 모두 마치고 대학 2학년을 앞두고 휴학 후 군 입대(해군 수병 복무).
- 송재호 : 강득춘 역

강일원과 강우재의 아버지.
- 현석 : 강순길 역

강상진과 강차봉의 아버지. 강일원과 강우재의 삼촌.
- 김태진 : 강상진 역

강순길의 첫째아들. 강일원과 강우재의 사촌 남동생. 쥐띠생으로 국민학교 3학년.
- 이대원 : 강차봉 역

강순길의 막내아들. 강일원과 강우재의 사촌 남동생. 친형 강상진과 두살 터울이자 호랑이띠생으로 국민학교 1학년.
- 이근희 : 이근희 역

카페 "숲속의 요정" 주인. 첫 등장은 학교 선배이나 무슨 일이 있어 자퇴하고 카페를 차리고 있다 한다. 말도 없고 무서운 표정을 지어 주인공들이 쫄았으나 극이 진행 될 수록 말이 많아 지고 따듯하고 여린 사람으로 바뀐다. 관향은 청주 이씨.
- 임명규 : 전효천 역

찬우 아버지 고모네 장남.
- 서재경 : 전국산 역

전효천의 슬하 2남 1녀 중 첫째아들. 쥐띠생으로 1994년 3월 당시 국민학교 4학년 열한살.
- 강성욱 : 전성옥 역

찬우 아버지 고모네 차남.
- 최우혁 : 전혁건 역

전성옥의 슬하 2남 중 첫째아들. 호랑이띠생으로 1994년 3월 당시 국민학교 2학년 아홉살.
- 조재훈 : 전재호 역

찬우 아버지 고모네 셋째아들.
- 노희지 : 전희순 역

전재호의 슬하 3녀 중 둘째딸. 뱀띠생으로 1994년 3월 당시 여섯살.
- 김건호 : 전건호 역

찬우 아버지 고모네 넷째아들.
- 김동주 : 전언길 역

찬우 아버지 고모네 장녀.
- 서학 : 송재교 역

찬우 아버지 고모네 맏사위. 관향은 여산 송씨.
- 김세준 : 전세준 역

찬우 아버지 고모네 다섯째아들.
- 박세준 : 전왕준 역

찬우 아버지 고모네 막내아들.
- 강문영 : 전주명 역

찬우 아버지 고모네 막내딸.
- 채국희 : 전홍령 역

전주명과 그녀의 형제자매들의 친가 6촌 여동생. 전이준의 5촌 종질녀.
- 유퉁 : 선우순원 역

서광대학교 농학과 만학도 3학년. 30세. 관향은 태원 선우씨.
- 송영웅 : 송영철 역

서광대학교 농학과 만학도 2학년. 29세. 관향은 은진 송씨.
- 오세준 : 오세철 역

서광대학교 농학과 만학도 1학년. 28세. 관향은 해주 오씨.
- 김환교 : 김병두 역

서광대학교 농학과 만학도 1학년. 25세. 관향은 김녕 김씨.
- 김양욱 : 홍양욱 역

서광대학교 공업미술학과 만학도 93학번 1학년. 24세. 관향은 회인 홍씨.
- 김성훈 : 박성주 역

서광대학교 공업미술학과 93학번 1학년. 20세. 관향은 밀양 박씨.
- 신승임 : 신창미 역

서광대학교 공업미술학과 93학번 1학년. 20세. 관향은 아주 신씨.
- 박주미 : 박영주 역

서광대학교 공업미술학과 94학번 1학년. 1994년 현재 20세. 관향은 밀양 박씨.
- 심은하 : 심양순 역

서광대학교 공업미술학과 94학번 1학년. 1994년 현재 20세. 관향은 청송 심씨.
- 차광수 : 차광수 교수 역

1993년과 1994년 시절 신문방송학과 교수. 관향은 연안 차씨.
- 이창환 : 김창재 교수 역

1993년과 1994년 시절 신문방송학과 교수. 관향은 광산 김씨.
- 윤순홍 : 윤순홍 교수 역

1993년 시절 교양 강의 교수. 관향은 해평 윤씨.
- 박상조 : 박안승 교수 역

공업미술학과 교수 출신의 1993년 시절 교양 강의 교수. 관향은 경주 박씨.
- 최상훈 : 원상조 교수 역

1993년 시절 교양 강의 교수. 관향은 원주 원씨.
- 박찬환 : 봉성옥 교수 역

1993년 시절 교양 강의 교수. 관향은 하음 봉씨.
- 김주영 : 김태철 교수 역

1993년 시절 교양 강의 교수. 관향은 청주 김씨.
- 김명국 : 최대순 교수 역

1993년 시절 교양 강의 교수. 관향은 전주 최씨.
- 순동운 : 배남수 교수 역

1993년 시절 교양 강의 교수. 관향은 경주 배씨.
- 남영진 : 오영진 교수 역

1993년 시절 교양 강의 교수. 관향은 고창 오씨.
- 유승봉 : 유승봉 교수 역

1993년 시절 교양 강의 교수.
- 허기호 : 허기호 교수 역

1993년 시절 교양 강의 교수.
- 김홍석 : 양홍섭 교수 역

1993년 시절 교양 강의 교수.
- 조명남 : 조대록 교수 역

1994년 시절 교양 강의 교수. 관향은 풍양 조씨.
- 독고영재 : 호성주 교수 역

1994년 시절 교양 강의 교수. 관향은 파릉 호씨.
- 이성호 : 이영을 교수 역

1994년 시절 교양 강의 교수. 관향은 단양 이씨.
- 이성용 : 마성탁 교수 역

1994년 시절 교양 강의 교수. 관향은 목천 마씨.
- 박종관 : 박찬순 교수 역

1994년 시절 교양 강의 교수. 관향은 밀양 박씨.
- 김찬구 : 변세욱 교수 역

1994년 시절 교양 강의 교수. 관향은 초계 변씨.
- 정대홍 : 정대홍 역

만두 훔쳐 먹다 끌려간 동건을 꾸짖는 경기도 양평 만두 가게 주인장.
- 신충식 : 신익수 역

찬우가 하계 방학 때 경기 강화도 민박집 길 찾는 질문에 즉답을 해 준 경기도 강화 우체국 지소 예하 계장.
- 정한헌 : 정한헌 역

찬우가 하계 방학 때 숙박한 경기 강화도 민박집 길로 드라이빙한 강화도 지방 택시 드라이버.
- 박은수 : 박태원 역

찬우가 하계 방학 때 숙박한 경기 강화도 민박집 주인장.
- 박윤배 : 안용학 역

찬우가 하계 방학 때 숙박한 경기 강화도 민박집 마을 어부.
- 홍순창 : 홍원식 역

찬우가 하계 방학 때 숙박한 경기 강화도 민박집 마을 농부.
- 이계인 : 이택주 역

찬우가 하계 방학 때 숙박한 경기 강화도 민박집 마을 소 목장 목부.
- 이원재 : 신갑수 역

찬우가 하계 방학 때 숙박한 경기 강화도 민박집 마을 수의사.
- 홍민우 : 구재홍 역

찬우가 하계 방학 때 숙박한 경기 강화도 민박집 마을 작은배 선주.
- 정태섭 : 정이섭 역

찬우가 하계 방학 때 숙박한 경기 강화도 민박집 마을 작은배 선장.
- 송경철 : 송회석 역

찬우가 하계 방학 때 숙박한 경기 강화도 민박집 마을 작은배 선원.
- 김지영 : 김복세 역

동건이 하계 방학 때 잠시 여행지로 간 경기도 가평 지방 노파 대전댁.
- 나문희 : 나원득 역

동건이 하계 방학 때 잠시 여행지로 간 경기도 가평 지방 노파 춘천댁.
- 김수미 : 김이순 역

동건이 하계 방학 때 잠시 여행지로 간 경기도 가평 지방 노파 인천댁.
- 김석옥 : 김상춘 역

동건이 하계 방학 때 잠시 여행지로 간 경기도 가평 지방 노파 천안댁.
- 김정 : 남궁봉은 역

동건이 하계 방학 때 잠시 여행지로 간 경기도 가평 지방 아낙 의정부댁.
- 김을동 : 김진오 역

찬우와 동건이 숙박한 경기도 연천 캠핑 장소 민박집 주인.
- 온영삼 : 한지환 역

찬우와 동건이 숙박한 경기도 연천 캠핑촌 인근 동네 농부.
- 전원주 : 전소영 역

찬우와 동건이 숙박한 경기도 연천 캠핑촌 인근 동네 농부 한지환의 아내.
- 이운우 : 한창환 역

찬우와 동건이 숙박한 경기도 연천 캠핑촌 인근 동네 농부의 남동생으로 한지환의 남동생.
- 박용팔 : 한용팔 역

찬우와 동건이 숙박한 경기도 연천 캠핑촌 인근 동네 농부 한지환의 친가 삼촌.
- 정성모 : 한술환 역

찬우와 동건이 숙박한 경기도 연천 캠핑촌 인근 동네 농부 한지환의 사촌 남동생으로 한용팔의 아들.
- 강인덕 : 강사봉 역

찬우와 동건이 숙박한 경기도 연천 캠핑촌 인근 옆동네 소 목장 목부.
- 권귀옥 : 권옥상 역

찬우와 동건이 숙박한 경기도 연천 캠핑촌 인근 옆동네 소 목장 목부 강사봉의 아내.
- 구보석 : 구승옥 역

찬우와 동건이 숙박한 경기도 연천 캠핑촌 인근 옆동네 수의사.
- 최항석 : 황언승 역

찬우와 동건이 숙박한 경기도 연천 캠핑촌 인근 옆동네 한의사.
- 홍성민 : 황승모 역

찬우와 동건이 숙박한 경기도 연천 캠핑촌 인근 아랫동네 한약방 업주. 옆동네 황언승 한의사의 친가 삼촌.
- 신국 : 남궁성후 역

찬우와 동건이 숙박한 경기도 연천 캠핑촌 인근 아랫동네 한약방 예하 약탕 기사.
- 이묵원 : 송은수 역

찬우와 동건이 숙박한 경기도 연천 캠핑촌 인근 아랫동네 기원(바둑방)에서 바둑 두는 영감.
- 남일우 : 장응삼 역

찬우와 동건이 숙박한 경기도 연천 캠핑촌 인근 아랫동네 기원(바둑방)에서 바둑 두는 영감.
- 이대로 : 이대춘 역

찬우와 동건이 숙박한 경기도 연천 캠핑촌 인근 아랫동네 복덕방 대표 사업주이자 장기 두는 영감.
- 길용우 : 길민택 역

찬우와 동건이 숙박한 경기도 연천 캠핑촌 인근 아랫동네 복덕방 부대표 사업주이자 장기 두는 아저씨.

## 제작진
- 보조출연 : 한국예술, 김성원연기학원
- 장소협조 : 서강대학교 (1기), 서울여자대학교 (2기), 충북대학교, 청주대학교 (3기)
- 주제가 작사 : 박주연 (3기)
- 주제가 작곡 : 손무현 (3기)
- 노래 : 이주원 (2기), 장동건 (3기)
- 음악 : 정용국
- 타이틀 제작 : 한국연합광고 (1기·2기), MBC애드컴 (3기)
- 기술감독 : 오상돈
- 진행 : 조남철, 성동진
- 감독 : 박재익
- 조연출 : 최이섭 (1기), 박규남 (1기), 이흥우 (1기), 김기오 (2기)

## 참고 사항
- 당초 1기에서 안정훈이 주역으로 낙점됐으나 불의의 사고로 캐스팅이 무산됐으며[4] 2기에서 장동건이 맡은 역할은 애초 김민종이 낙점됐지만 SBS 열정시대로 가면서 불발되기도 했다.[5]
- 이 드라마의 주조연 및 단역을 포함한 역대 총 출연진 중 남성 최고령 출연자는 극중 김찬우 군의 친조부 김용환 역으로 단역 출연한 남성 원로 연기자 고설봉 선생이며, 남성 차고령 출연자는 극중 김용환(고설봉 분)의 이복 서얼 남동생 김용철 역으로 단역 출연한 남성 원로 연기자 강계식 선생이다.
- 이 드라마의 주조연 및 단역을 포함한 역대 총 출연진 중 여성 최고령 출연자는 극중 김찬우 군의 친조모 한정옥 역으로 단역 출연한 여성 원로 연기자 한은진 여사이며, 여성 차고령 출연자는 극중 김찬미 양의 친조모 전계순 역으로 단역 출연한 여성 원로 연기자 전숙 여사이다.

## 수상
- 1991년 제27회 백상예술대상 TV부문 신인연출상 - 이진석

## 같이 보기
- 내일은 사랑 (KBS)
- 열정시대 (SBS)